# Centro de Supercomputación de Galicia
El Centro de Supercomputación de Galicia (CESGA), fundado en 1993, es un centro de cálculo situado en la ciudad española de Santiago de Compostela (La Coruña, Galicia). Entre sus instalaciones cuenta con el supercomputador Finisterrae, Superordenador Virtual Gallego y otros Computadores Alojados.

## Historia
En 1992 el edificio se construye en terrenos cedidos por el Consejo Superior de Investigaciones Científicas al campus sur de Santiago de Compostela, con la instrucción de que sea diseñado específicamente para ser ocupado por un centro de supercomputación y comunicaciones.
En mayo de 1993 se inaugura el Centro de Supercomputación de Galicia y desde entonces se ha convertido en una de las más grandes instalaciones tecnológicas de Europa.
 

Su principal cometido es proporcionar servicios avanzados de computación a la comunidad científica gallega, sistema académico universitario y al Consejo Superior de Investigaciones Científicas.

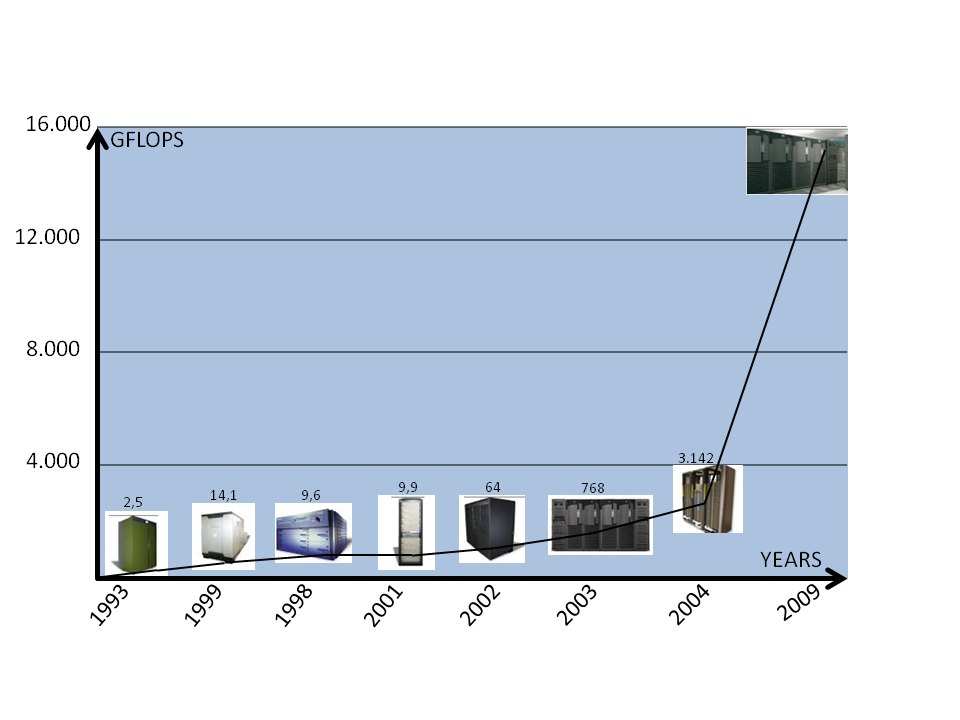
Evolución del Poder de Cómputo desde 1993.

Dentro de sus principales Áreas de Actividades:
- HPC, HTC y Computación en Grid.
- Almacenamiento de Datos.
- Comunicaciones.
- E-Learning y herramientas de Colaboración.
- Transferencia de Tecnología y E-Business.
- Sistema Información Geográfica.

Los servicios que presta el centro a sus usuarios se clasifican en almacenamiento de datos, comunicaciones, computación, Sistemas de Información Geográfica, proyectos de investigación y desarrollo, salas de acceso grid y teleformación y videoconferencia. El centro se encarga de prestar el apoyo técnico que requiere una correcta explotación de sus sistemas, así como facilita la presentación de los resultados de los trabajos realizados.

### Nodos
Los principales nodos de computación del CESGA se resumen en 5 apartados:
1. HP Cluster Superdome, 128 procesadores Intel Itaniume 2 a 1,5GHz, con 384GB de memoria
2. Compaq HPC 320, 32 procesadores Alpha EV68 a 1GHz, con 80GB de memoria
3. Super Computador Vectorial Gallego compuesto por 96 procesadores Intel Pentium II de 1 a 3,2GHz
4. GRID con 40 procesadores Intel Quad Core de 1,6 a 2,6GHz con 176GB de memoria
5. Finisterrae con 2528 procesadores Intel IA 64 Itanium, Dual Core a 1,6GHz

## Del primer superordenador vectorial alFinisterrae
Desde su puesta en funcionamiento, el centro ha ido incorporando diferentes supercomputadores, adaptándose a las máximas prestaciones de la técnica en cada momento, para encontrarse siempre en primera línea de los centros de supercomputación a nivel mundial, prueba de ello fue la inclusión en el Top500 de supercomputación, con el número 101, tras la puesta en producción del Finisterrae el 1 de abril de 2008.El primer superordenador vectorial que empezó a funcionar en el centro fue el Fujitsu VP 2400, en mayo de 1993, pasando a ser el primer centro de cálculo por capacidad de España y el 146 del mundo.
En el año 1997 se adquiere nuevo equipamiento para el centro, comprándose el superordenador vectorial paralelo Fujitsu VPP300E/6 y el superordenador escalar paralelo AP3000 (de memoria distribuida), posponiendo la puesta en marcha de ambos y la sustitución del VP2400 para el año 1998. En el año 1999 se pone en servicio un nuevo servidor, el HPC4500, con arquitectura de multiprocesamiento simétrico, la capacidad de almacenamiento es de 8TB.
En el año 2001 se instaló en el centro el superordenador virtual gallego. Con los pasos y los avances de la técnica el centro decidió ampliar la capacidad de cálculo con la compra de un HPC320 y de un clúster de computadores modelo Beowulf de Compaq en el año 2002, además de añadir la capacidad de almacenamiento a 51TB. El año 2003 supone un gran hito en el centro, ya que, por una parte se adquiere un superordenador, modelo Superdome de Hewlett Packard formado por 128 procesadores Itanium de Intel, que retiró los equipos previamente instalados VPP300E/6 y AP3000, aunque esta adquisición no impide que el centro haya pasado de la posición 146 del mundo en 1993, a la posición 227.
El año 2004 supuso para el centro un año de ampliaciones, ya que el superordenador virtual gallego se amplía con 80 cpus y se amplia además, el sistema de almacenamiento con 95 Gb y se añade un subsistema de discos de 40 TB. Algo parecido sucedió en el año 2006, al ampliar la capacidad de cálculo dedicada a Grid con la inclusión de 288 cores Xeon quad de Intel y 144 GB de memoria, haciendo que el centro sobrepase los 4 TFPLOS de rendimiento pico. Esto supone un nuevo hito en el centro, ya que se le reconoce como Instalación científico tecnológica singular del Estado español.
El año 2007 supone un salto cualitativo del centro, ya que comienza la instalación del Finisterrae y el centro alcanza los 20 TFLOPS de potencia pico, aunque se ha de esperar hasta el 1 de abril de 2008, para verlo en funcionamiento. Es entonces cuándo el centro alcanza la mejor posición en el Top500, consiguiendo colocarse en la posición 100.

## Proyectos Europeos en los que está involucrado el centro
Durante todos los años de funcionamiento del centro, la implicación del mismo en proyectos de gran envergadura ha sido una constante. Prueba de ello es el número de proyectos Europeos en los que se ha implicado. 
Recientemente el CESGA ha aportado el siguiente software a la red mundial de procesado de datos, el WorldWide LHC Computing Grid (WLCG) del Gran Colisionador de Hadrones (LHC).
- El CESGA, como miembro del EGEE (Enabling Grids for E-sciencE), proyecto que engloba a científicos e ingenieros de más de 240 instituciones de hasta 45 países del mundo; y del EELA, ha desarrollado y aportado un portal de contabilidad que permite analizar el uso de los computadores mediante la generación de estadísticas de consumo de recursos, encargándose así del mantenimiento de esta herramienta, la cual estará integrada en la futura infraestructura europea Grid Europe.
- Un portal de métricas que recoge información de diversas fuentes para generar sus correspondientes métricas. Su objetivo es el de medir el progreso del proyecto LHC realizando el seguimiento del mismo de manera sencilla para así crear informes.
- Un programa que usa el sistema de colas Grid Engine para crear y gestionar la computación distribuida.

Actualmente el CESGA contribuye en los cuatro experimentos principales que se están realizando en el Gran Colisionador de Hadrones del CERN, estos son el ATLAS, CMS, ALICE y LCHB.